# Llista de minerals (lletra H)
Aquesta llista de minerals inclou els minerals que comencen amb la lletra H dels 6.174 minerals reconeguts per l'Associació Mineralògica Internacional (IMA, en anglès) fins el mes de agost 2025.
Es poden consultar tots els minerals ordenats de manera alfabètica en una llista simplificada o bé amb informació ampliada en els següents enllaços:
- A • B • C • D • E • F • G • H • I • J • K • L • M • N • O • P • Q • R • S • T • U • V • W • X • Y • Z

A la llista s'hi troben els diferents minerals classificats alfabèticament amb l'any de publicació (si es va publicar abans de l'aprovació per part de l'IMA), tot seguit de l'any d'aprovació per part de l'IMA i el codi del mineral segons la classificació de Nickel-Strunz. Per a cada mineral s'hi afegeixen fins a tres enllaços externs: a mindat.org, a webmineral.com i al Handbook of Mineralogy (Mineralogical Society of America).
Les abreviatures que es fan servir a la llista són les següents:
- "p.e." – procediment especial.
- Q ó "?" – qüestionable/dubtós (per l'IMA/CNMNC, mindat.org o mineralienatlas.de).
- N – publicat sense l'aprovació de l'IMA/CNMNC o sense l'aprovació de l'IMA però amb certa acceptació en la comunitat científica actualment.
- Rd ó red. – redefinició de...
- A: 1NNN – any de publicació.
- A: antic – conegut molt abans que hi haguessin publicacions.

## H

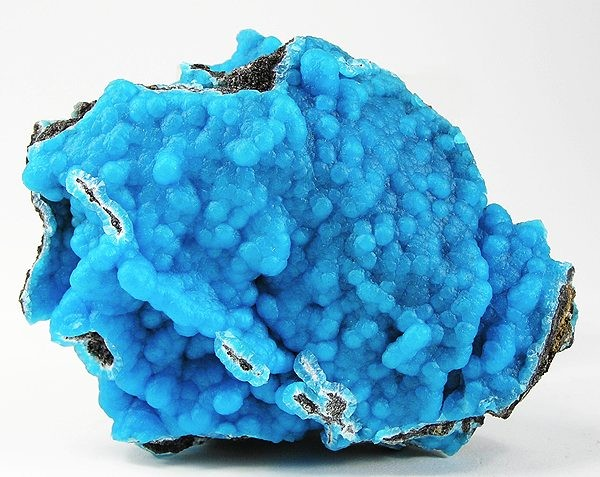
Hemimorfita de la mina Wenshan, Yunnan, Xina.

1. Haapalaïta (1972-021) 02.FD.30
2. Hafnó (1974-018) 09.AD.30
3. Hagendorfita (A: 1954) 08.AC.10
4. Haggertyita (1996-054) 04.CC.45
5. Häggita (A: 1958) 04.HE.25
6. Hagstromita (2019-093)
7. Haidingerita (A: 1827) 08.CJ.20
8. Haigerachita (1997-049) 08.CF.10
9. Haineaultita (1997-015) 09.DG.50
10. Hainita-(Y) (A: 1893) 09.BE.22
11. Haitaïta-(La) (2019-033a)
12. Haiweeïta (A: 1959, 1962 p.e.) 09.AK.25
13. Hakita-(Cd) (2022-090)
14. Hakita-(Fe) (2022-082)
15. Hakita-(Hg) (1970-019) 02.GB.05
16. Hakita-(Zn) (2022-083)
17. Halamishita (2013-105) 01.??
18. Håleniusita-(Ce) (2021-042)
19. Håleniusita-(La) (2003-028) 03.DE.05
20. Halilsarpita (2019-023)
21. Halita (A: 1847) 03.AA.20
22. Hal·limondita (1965-008) 08.EA.10
23. Hal·loysita (A: 1826) 09.ED.10
24. Halotriquita (A: 1777) 07.CB.85
25. Halurgita (A: 1962, 1967 p.e.) 06.HA.35
26. Hambergita (A: 1890) 06.AB.05
27. Hammarita (A: 1924) 02.HB.05a
28. Hanahanita (2022-012)
29. Hanauerita (2018-045)
30. Hanawaltita (1994-036)
31. Hancockita (A: 1899, 2006 p.e.) 09.BG.05
32. Hanjiangita (2009-082) 09.E?
33. Hanksita (A: 1885) 07.BD.30
34. Hannayita (A: 1878) 08.CH.35
35. Hannebachita (1983-056) 04.JE.10
36. Hansblockita (2015-103)
37. Hansesmarkita (2015-067)
38. Hanswilkeïta (2022-041)
39. Hapkeïta (2003-014) 01.BB.35
40. Haradaïta (1963-011) 09.DH.15
41. Hardystonita (A: 1899) 09.BB.10
42. Harkerita (A: 1951) 06.AB.70
43. Harmotoma (A: 1801, 1997 p.e.) 09.GC.10
44. Harmunita (2012-045) 04.??
45. Harrisonita (1991-010) 08.AC.55
46. Harstigita (A: 1886) 09.BF.05
47. Hartita (A: 1841) 10.BA.10
48. Hasanovita (2020-033)
49. Hashemita (1978-006) 07.FA.15
50. Hastingsita (A: 1896, 2012 p.e. Rd) 09.DE.15
51. Hatchita (A: 1912) 02.GC.05
52. Hatertita (2012-048) 08.??
53. Hatrurita (A: 1977) 09.AG.65
54. Hauchecornita (A: 1893, 1975-006a Rd) 02.BB.10
55. Hauckita (1979-012) 07.BB.10
56. Hauerita (A: 1846) 02.EB.05a
57. Hausmannita (A: 1813) 04.BB.10
58. Haüyna (A: 1807) 09.FB.10
59. Hawleyita (A: 1955) 02.CB.05a
60. Hawthorneïta (1988-019) 04.CC.45
61. Haxonita (1971-001) 01.BA.10
62. Haycockita (1971-028) 02.CB.10b
63. Haydeeïta (2006-046) 03.DA.10c
64. Hayelasdiïta (2022-021)
65. Haynesita (1990-023) 04.JJ.25
66. Haywoodita (2021-115)
67. Hayyanita (2023-048)
68. Hazenita (2007-061) 08.CH.40
69. Heamanita-(Ce) (2020-001)
70. Heazlewoodita (A: 1910) 02.BB.05
71. Hechtsbergita (1995-050) 08.BO.15
72. Hectorfloresita (1987-050a) 07.BD.60
73. HectoritaQ (A: 1941) 09.EC.45
74. Hedegaardita (2014-069)
75. Hedenbergita (A: 1819, 1988 p.e.) 09.DA.15
76. Hedifana (A: 1830, 1980 p.e.) 08.BN.05
77. Hedleyita (A: 1945) 02.DC.05
78. Heftetjernita (2006-056) 04.DB.30
79. Heideïta (1973-062) 02.DA.15
80. Heidornita (A: 1956) 06.EC.30
81. Heimaeyita (2023-127a)
82. Heimita (2022-019)
83. Heinrichita (A: 1958) 08.EB.05
84. Heisenbergita (2010-076) 04.GA.??
85. Hejtmanita (1989-038) 09.BE.55
86. Heklaïta (2008-052) 03.??
87. Heliofil·litaQ (A: 1888) 03.DC.65
88. Hellandita-(Ce) (2001-019) 09.DK.20
89. Hellandita-(Y) (A: 1903, IMA 2000-F) 09.DK.20
90. Hel·lyerita (A: 1959, 1962 p.e.) 05.CA.20
91. Helmutwinklerita (1979-010) 08.CG.20
92. Helvina (A: 1804) 09.FB.10
93. Hematites (A: 1546, 1971 p.e.) 04.CB.05
94. Hematofanita (A: 1928) 03.DB.35
95. Hematolita (A: 1884) 08.BE.45
96. Hemihedrita (1967-011) 07.FC.15
97. Hemimorfita (A: 1853, 1962 p.e.) 09.BD.10
98. Hemleyita (2016-085)
99. Hemloïta (1987-015) 04.JB.60
100. Hemusita (1968-038) 02.CB.35a
101. Hendecasartorita (2015-075)
102. Hendersonita (A: 1962, 1967 p.e.) 04.HG.50
103. Hendricksita (1965-027) 09.EC.20
104. Heneuïta (1983-057) 08.BO.25
105. Henmilita (1981-050) 06.AC.30
106. Hennomartinita (1992-033) 09.BE.05
107. Henritermierita (1968-029) 09.AD.25
108. Henryita (1982-094) 02.BA.65
109. Henrymeyerita (1999-016) 04.DK.05
110. Hentschelita (1985-057) 08.BB.40
111. Hephaistosita (2006-043) 03.AA.60
112. Heptasartorita (2015-073)
113. Herbertsmithita (2003-041) 03.DA.10c
114. Hercynita (A: 1839) 04.BB.05
115. Herderita (A: 1828) 08.BA.10
116. Hereroïta (2011-027) 08.??
117. Hermannjahnita
118. Hermannroseïta (2010-006) 08.BH.35
119. Herzenbergita (A: 1935) 02.CD.05
120. Hessita (A: 1843) 02.BA.60
121. Hetaerolita (A: 1877) 04.BB.10
122. Heterogenita (A: 1872, 1967 p.e.) 04.FE.20
123. HeteromorfitaI (A: 1849) 02.HC.10c
124. Heterosita (A: 1826) 08.AB.10
125. Heulandita-Ba (2003-001) 09.GE.05
126. Heulandita-Ca (1997 p.e.) 09.GE.05
127. Heulandita-K (A: 1822, 1997 p.e.) 09.GE.05
128. Heulandita-Na (1997 p.e.) 09.GE.05
129. Heulandita-Sr (1997 p.e.) 09.GE.05
130. Hewettita (A: 1914) 04.HE.15
131. Hexacelsiana
132. Hexaferro (1995-032) 01.AG.05
133. Hexahidrita (A: 1911) 07.CB.25
134. Hexahidroborita (1977-015) 06.AC.25
135. Hexamolibdè (2007-029) 01.??
136. HexatestibiopaniquelitaN (A: 1974) 02.CC.30
137. Hexatioplumbita (2021-092)
138. Heyerdahlita (2016-108)
139. Heyita[n. 1]Q (1971-042) 08.BK.20
140. Heyrovskýita (1970-022) 02.JB.40b
141. Hezuolinita (2010-045) 09.BE.70
142. HialofanaI (A: 1855) 09.FA.30
143. Hialotequita (A: 1877) 09.CH.05
144. Hiärneïta (1996-040) 04.DL.10
145. Hibbingita (1991-036) 03.DA.10a
146. Hibonita (A: 1956) 04.CC.45
147. Hibonita-(Fe) (2009-027) 04.CC.45
148. Hidalgoïta (A: 1953, 1987 p.e. Rd) 08.BL.05
149. Hidrobasaluminita (A: 1948) 07.DE.60
150. Hidrobiotita (A: 1882, 1983 p.e. Rd) 09.EC.60
151. Hidroboracita (A: 1834) 06.CB.15
152. Hidrocalumita (A: 1934) 04.FL.10
153. Hidrocenoelsmoreïta (2003-059, 2010 p.e. Rd) 04.DH.15  (red. elsmoreite)
154. Hidrocenomicrolita (2011-103) 04.??.
155. Hidrocenopiroclor (2017-005)
156. Hidrocenoralstonita (Y: 1871) 03.CF.05
157. Hidrocerussita (A: 1877) 05.BE.10
158. Hidroclorborita (A: 1965) 06.DA.30
159. Hidrodelhayelita (1979-023) 09.EB.10
160. Hidrodresserita (1976-036) 05.DB.15
161. Hidroglauberita (1968-026) 07.CD.20
162. Hidrohalita (A: 1847) 03.BA.05
163. Hidrohal·loysita (A: 1943) 09.ED.10
164. Hidrohonessita (1980-037a) 07.DD.35
165. Hidromagnesita (A: 1828) 05.DA.05
166. Hidrombobomkulita (1979-079a) 05.ND.15
167. Hidroniofarmacoalumita (2012-050) 08.??.
168. Hidroniofarmacosiderita (2010-014) 08.DK.10
169. Hidroniojarosita (A: 1960, 1987 p.e. Rd) 07.BC.10
170. Hidropascoïta (2016-032)
171. Hidropiroclor (A: 1977, 2010 p.e. Rd) 04.DH.15  (red. kalipyrochlore)
172. Hidroredmondita (2021-073)
173. Hidroromarchita (1969-007) 04.FF.05
174. HidroscarbroïtaQ (A: 1960) 05.DA.35
175. Hidrotalcita (A: 1842) 05.DA.50
176. Hidroterskita
177. Hidrotungstita (A: 1944) 04.FJ.15
178. Hidrowoodwardita (1996-038) 07.DD.35
179. Hidroxiapofil·lita-(K) (1976-001, 1978 p.e., 2013 p.e.) 09.EA.15
180. Hidroxicalciomicrolita (2013-073) 04.??
181. Hidroxicalciopiroclor (2011-026) 04.??
182. Hidroxicalcioromeïta (A: 1895, 2010 p.e. Rd) 04.??  (red. lewisite)
183. Hidroxicancrinita (1990-014) 09.FB.05
184. Hidroxicenoelsmoreïta (2016–056)
185. Hidroxicenomicrolita (1980-021, 2010 p.e. Rd) 04.??
186. Hidroxicenopiroclor (2017-030a)
187. Hidroxiferroromeïta (2016-006)
188. Hidroxilapatita (A: 1856, 2010 p.e.) 08.BN.05
189. Hidroxilbastnäsita-(Ce) (A: 1964, 1987 p.e.) 05.BD.20a
190. Hidroxilbastnäsita-(La) (2021-001) 05.BD.20a
191. Hidroxilbastnäsita-(Nd) (1984-060) 05.BD.20a
192. Hidroxilbenyacarita (2023-079)
193. Hidroxilborita (2005-054) 06.AB.50
194. Hidroxilcondrodita (2010-019) 09.AF.45
195. Hidroxilclinohumita (1998-065) 09.AF.55
196. Hidroxiledgrewita (2011-113) 09.A?
197. Hidroxilel·lestadita (1970-026, 2010 p.e.) 09.AH.25
198. Hidroxilgugiaïta (2016-009)
199. Hidroxilhedifana (2018-052)
200. Hidroxilherderita (A: 1894, 2007 p.e.) 08.BA.10
201. Hidroxilpiromorfita (2017-075)
202. Hidroxilwagnerita (2004-009) 08.BB.15
203. Hidroximanganopiroclor (2012-005) 04.??
204. Hidroximcglassonita-(K) (2020-066)
205. Hidroxinatropiroclor (2017-074)
206. Hidroxiplumbopiroclor (2018-145)
207. Hidrozincita (A: 1853) 05.BA.15
208. Hielscherita (2011-037) 07.??
209. Hieratita (A: 1882) 03.CH.15
210. Hilairita (1972-019) 09.DM.10
211. Hilarionita (2011-089) 08.??
212. Hilgardita (A: 1937) 06.ED.05
213. Hil·lebrandita (A: 1908) 09.DG.40
214. Hillesheimita (2011-080) 09.??
215. Hillita (2003-005) 08.CG.05
216. Hingganita-(Ce) (A: 1987, 2004-004) 09.AJ.20
217. Hingganita-(Nd) (2019-028)
218. Hingganita-(Y) (1981-052) 09.AJ.20
219. Hingganita-(Yb) (1982-041) 09.AJ.20
220. Hinsdalita (A: 1911, 1987 p.e. Rd) 08.BL.05
221. Hiortdahlita (A: 1890, 1987 p.e.) 09.BE.17
222. Hipercinabri (IMA 1977-D) 02.CD.15b
223. Hiroseïta (2019-019)
224. Hisingerita (A: 1828) 09.ED.10
225. Hitachiïta (2018-027)
226. Hizenita-(Y) (2011-030) 05.??
227. Hjalmarita (2017-070)
228. Hloušekita (2013-048) 08.??
229. Hocartita (1967-046) 02.CB.15a
230. Hochelagaïta (1983-088) 04.FM.15
231. Hodgesmithita (2015-112)
232. Hodgkinsonita (A: 1913) 09.AE.20
233. Hodrušita (1969-025) 02.JA.10c
234. HoelitaH (A: 1922) 10.CA.15
235. Hoganita (2001-029) 10.AA.35
236. Hogarthita (2009-043) 09.E?
237. Høgtuvaïta (1990-051) 09.DH.40
238. Hohmannita (A: 1888) 07.DB.30
239. Hokkaidoïta (2022-104)
240. Holdawayita (1986-001) 05.BA.20
241. Holdenita (A: 1927) 08.BE.55
242. Holfertita (2003-009) 04.GB.70
243. Hol·landita (A: 1906, 2012 p.e. Rd) 04.DK.05
244. Hol·lingworthita (1964-029) 02.EB.25
245. Hollisterita (2016-034)
246. Holmquistita (A: 1913, 2012 p.e. Rd) 09.DD.05
247. Holtedahlita (1976-054) 08.BB.20
248. Holtita (1969-029 Rd) 09.AJ.10
249. Holtstamita (2003-047) 09.AD.25
250. Homilita (A: 1876) 09.AJ.20
251. Honeaïta
252. Honessita (A: 1956, 1962 p.e.) 07.DD.35
253. Hongheïta (2017-027)
254. Hongshiïta (A: 1974, 1988-xxx) 01.AG.45
255. Honzaïta (2014-105)
256. Hopeïta (A: 1822) 08.CA.30
257. Hoperanchita (2024-017)
258. Horakita (2017-033)
259. Horiïta (2025-029)
260. Hörnesita (A: 1860) 08.CE.40
261. Horomanita (2007-037) 02.BB.
262. Horvathita-(Y) (1996-032) 05.BD.25
263. Höslita (2021-084)
264. Hotsonita (1983-033) 08.DF.05
265. Housleyita (2009-024) 07.??
266. Howardevansita (1987-011) 08.AC.05
267. Howieïta (1964-017) 09.DH.65
268. Howlita (A: 1868) 06.CB.20
269. Hrabakita (2020-034)
270. Hsianghualita (A: 1958, 1997 p.e.) 09.GB.05
271. Huanghoïta-(Ce) (A: 1961, 1967 p.e.) 05.BD.35
272. Huanghoïta-(Nd) (2025-014)
273. Huangita (1991-009) 07.BC.10
274. Huanzalaïta (2009-018) 04.DB.30
275. Hubeïta (2000-022) 09.BJ.60
276. Hübnerita (A: 1865) 04.DB.30
277. Huemulita (1965-012) 04.HG.10
278. Huenita (2015-122)
279. Hügelita (A: 1913) 08.EC.15
280. Hughesita (2009-035a) 08.??
281. Huizingita-(Al) (2015-014)
282. Hulsita (A: 1908) 06.AB.45
283. Humberstonita (1967-015) 07.DG.10
284. Humboldtina (A: 1821) 10.AB.05
285. Humita (A: 1813) 09.AF.50
286. Hummerita (A: 1951) 04.HC.10
287. Hunchunita (1991-033) 01.AA.25
288. Hundholmenita-(Y) (2006-005) 09.AJ.35
289. Hungchaoïta (A: 1964, 1967 p.e.) 06.DA.20
290. Huntingdonita (2024-027)
291. Huntita (A: 1953) 05.AB.25
292. Hureaulita (A: 1825, 2007 p.e.) 08.CB.10
293. Hurlbutita (A: 1952) 08.AA.15
294. Hutcheonita (2013-029) 09.AD.25
295. Hutchinsonita (A: 1905) 02.HD.45
296. Huttonita (A: 1951) 09.AD.35
297. Hyblerita (2024-052)
298. Hylbrownita (2010-054) 08.FC.??
299. Hyršlita (2016-097)
300. Hyttsjöïta (1993-056) 09.EG.60